# Carlos Andrade
Carlos Andrade, (né le 27 avril 1978 au Cap-Vert), il est naturalisé Portugais. Carlos Andrade est un joueur  de basket-ball mesurant 1,97 m. Il évolue au poste d'arrière/ailier.
Actuellement il joue au Portugal, en 1re division portugaise la Ligue UZO avec l'équipe de Lisbonne, Benfica

## Palmarès
- 2002/2003 - Queens University of Charlotte (NCAA 2) - Participation au Final Four.
- 2003/2004 - Porto Ferpinta - Champion de la saison régulière et de la Ligue.
- 2004/2005 - Queluz - Champion de la saison régulière et de la Ligue.
- 2006/2007 - Sport Lisboa e Benfica - Semifinaliste de la Ligue et finaliste de la Supercoupe.
- 2007/2008 - Bruesa GBC (Leb Oro) - Demi-finaliste de la Coupe del Príncipe. Montée du club en Ligue ACB.
- 2011/2012, 2012/2013, 2013/2014 - Champion du Portugal avec le SL Benfica

## Nominations
- 1997 : Élu dans l'équipe All-Star (- de 24 ans).
- 1999 :  Participation au All-Star Game (- de 24 ans).
- 2007 : Participation au All-Star Game
- 2011 : Participation à l'Eurobasket 2011